# ماهایا پطروسیان
ماهایا پطروسیان (ارمنی: Մահայա Պետրոսյան زادهٔ ۳ ژانویه ۱۹۷۰ در تهران) هنرپیشه سینما، تئاتر و تلویزیون ارمنی‌تبار اهل ایران است. وی از سال ۱۹۹۰ میلادی (۱۳۶۹) تاکنون مشغول فعالیت بوده‌است.

## زندگی
وی در ۳ ژانویهٔ ۱۹۷۰ (۱۳ دی ۱۳۴۸) در تهران به دنیا آمد. او از دانشکدهٔ هنرهای زیبای دانشگاه تهران در رشتهٔ تئاتر فارغ‌التحصیل شد. با بازی در فیلم عشق و مرگ به کارگردانی محمدرضا اعلامی پا به عرصهٔ سینما گذاشت و با بازیگری در فیلم‌های پردهٔ آخر، دیگه چه خبر، نابخشوده، و کمکم کن در سینمای ایران مشهور شد. وی برای فیلم‌های پردهٔ آخر و هفت پرده برنده سیمرغ بلورین بهترین بازیگر نقش دوم زن در سالهای ۱۳۶۹
و ۱۳۷۹ شد.

## فیلم‌شناسی

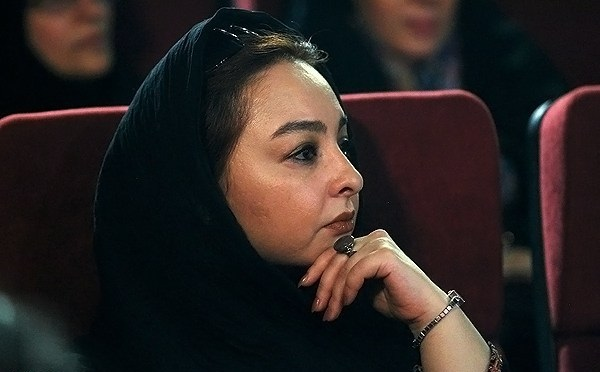
ماهایا پطروسیان

### سینمایی
| سال تولید | نام فیلم                  | کارگردان           |
| --------- | ------------------------- | ------------------ |
| ۱۳۹۶      | لس آنجلس تهران            | تینا پاکروان       |
| ۱۳۹۵      | خفه‌گی                     | فریدون جیرانی      |
| ۱۳۹۳      | مجرد ۴۰ ساله              | شاهین باباپور      |
| ۱۳۸۹      | اسب حیوان نجیبی است       | عبدالرضا کاهانی    |
| ۱۳۸۸      | ازدواج در وقت اضافه       | سعید سهیلی         |
| ۱۳۸۷      | شیرین                     | عباس کیارستمی      |
| ۱۳۸۷      | تاکسی نارنجی              | ابراهیم وحیدزاده   |
| ۱۳۸۶      | خواب لیلا                 | مهرداد میرفلاح     |
| ۱۳۸۶      | شبی در تهران              | بهرام کاظمی        |
| ۱۳۸۵      | زن بدلی                   | مهرداد میرفلاح     |
| ۱۳۸۳      | پیشنهاد ۵۰ میلیونی        | مهدی صباغ‌زاده      |
| ۱۳۸۳      | انتخاب                    | تورج منصوری        |
| ۱۳۸۳      | هشت پا                    | علیرضا داوودنژاد   |
| ۱۳۸۲      | ملاقات با طوطی            | علیرضا داوودنژاد   |
| ۱۳۸۱      | عروس خوش قدم              | کاظم راست‌گفتار     |
| ۱۳۷۹      | دختری بنام تندر           | حمیدرضا آشتیانی‌پور |
| ۱۳۷۹      | از صمیم قلب               | بهرام کاظمی        |
| ۱۳۷۹      | هفت پرده                  | فرزاد مؤتمن        |
| ۱۳۷۷      | کمکم کن                   | رسول ملاقلی‌پور     |
| ۱۳۷۵      | قاصدک                     | قاسم جعفری         |
| ۱۳۷۵      | نابخشوده                  | ایرج قادری         |
| ۱۳۷۳      | حسرت دیدار                | احمد زینال زاده    |
| ۱۳۷۲      | راز گل شب بو              | سعید خورشیدیان     |
| ۱۳۷۱      | هنرپیشه                   | محسن مخملباف       |
| ۱۳۷۰      | دیگه چه خبر!؟             | تهمینه میلانی      |
| ۱۳۷۰      | ناصرالدین شاه آکتور سینما | محسن مخملباف       |
| ۱۳۶۹      | پرده آخر                  | واروژ کریم‌مسیحی    |
| ۱۳۶۹      | عشق و مرگ                 | محمدرضا اعلامی     |

### مجموعه تلویزیونی و نمایش خانگی
- شیخ مفید
- گل من گلی

### فیلم کوتاه
- با چراغ‌های خاموش
- ۳ کیلومتر جلوتر
- سیاه و سفید
- یه روز قشنگ برفی

### نمایش
- دختر گل فروش
- معرکه در معرکه
- عشق‌آباد